# Яново (Новодворський повіт)
Яново (пол. Janowo) — село в Польщі, у гміні Закрочим Новодворського повіту Мазовецького воєводства.
Населення — 161 особа (2011).
У 1975-1998 роках село належало до Варшавського воєводства.

## Демографія
Демографічна структура станом на 31 березня 2011 року:
|          | Загалом | Допрацездатний вік | Працездатний вік | Постпрацездатний вік |
| -------- | ------- | ------------------ | ---------------- | -------------------- |
| Чоловіки | 80      | 11                 | 59               | 10                   |
| Жінки    | 81      | 14                 | 51               | 16                   |
| Разом    | 161     | 25                 | 110              | 26                   |